# بوکانیر (فیلم ۱۹۵۸)
بوکانیر (انگلیسی: The Buccaneer) فیلمی به کارگردانی آنتونی کوئین است که در سال ۱۹۵۸ منتشر شد.

## بازیگران
- یول برینر
- شارل بوآیه
- چارلتون هستون
- کلیر بلوم
- اینگر استیونس
- هنری هال
- ای. جی. مارشال
- لورن گرین
- گوردون میچل
- جولیا فی
- بری کلی
- چارلز مریدیت
- کاتلین فریمن
- لین چندلر
- مایک مازورکی
- رابرت اف سیمون
- رابرت وارویک
- وودی استرود
- فرانک هاگنی
- آنسلو استیونس